# نهائي دوري أبطال إفريقيا 2004
نهائي دوري أبطال أفريقيا 2004 هي المباراة النهائية للنسخة 40 من دوري أبطال أفريقيا بالقديم والجديد أما هي المباراة النهائية للنسخة الثامنة بالنظام الجديد .
وتوج بها إنييمبا النيجيري على حساب النجم الساحلي التونسي .

## الفرق
| الفريق        | وصول سابق (الخط الغليظ يشير إلى بطل تلك النسخة) |
| ------------- | ----------------------------------------------- |
| إنييمبا       | 1 (2003)                                        |
| النجم الساحلي | 0                                               |

## النهائي
| النجم الساحلي | 2–1   | إنييمبا |
| ------------- | ----- | ------- |
|               | تقرير |         |

| إنييمبا       | 2–1   | النجم الساحلي |
| ------------- | ----- | ------------- |
|               | تقرير |               |
| ركلات الترجيح |       |               |
|               | 5–3   |               |